# 1. Panzerarmee (Wehrmacht)

Truppenverbandsabzeichen der Panzergruppe 1 / 1. Panzerarmee vom 22. Juni 1941 bis Ende 1942. Das K wies auf den Oberbefehlshaber Generaloberst Ewald von Kleist hin.

Die 1. Panzerarmee / Panzerarmeeoberkommando 1 (PzAOK 1) war eine Kommandobehörde des Heeres der Wehrmacht während des Zweiten Weltkrieges. Sie war Oberkommando jeweils wechselnder Armeekorps sowie zahlreicher Spezialtruppen. Sie ging aus der Umbenennung der Panzergruppe 1 hervor, welche wiederum aus der zuvor bestehenden Panzergruppe Kleist entstammte.

## Geschichte

### Panzergruppe von Kleist
Am 1. März 1940 wurde der Verband Panzergruppe Kleist aufgestellt. Oberbefehlshaber war General der Kavallerie Ewald von Kleist, Chef des Generalstabes war Oberst Kurt Zeitzler. Diese Panzergruppe war der erste derartige Verband der Wehrmacht, der gepanzerte und motorisierte Truppen in Form mehrerer Korps bündelte und führte den ersten operativ (siehe auch Taktik#Operativ) unabhängigen Einsatz der Panzertruppe in der Kriegsgeschichte. Sie bestand aus fünf Panzer- (die Hälfte der Panzerdivisionen der damaligen Wehrmacht) und drei motorisierten Divisionen und bündelte somit rund die Hälfte der beim Angriff auf Frankreich verfügbaren Kampfpanzer. Beim Westfeldzug stieß diese Truppe durch die Ardennen, bei Sedan über die Maas bis zur Kanalküste vor und trug wesentlich dazu bei, die alliierten Truppen in Nordfrankreich und Belgien abzuschneiden. Im späteren Verlauf des Feldzugs drang sie bis nach Lyon, Orléans und Bordeaux vor. Insgesamt legte sie in knapp acht Wochen 3000 km zurück und machte beinahe eine halbe Million Gefangene.
Die Panzergruppe von Kleist war der Heeresgruppe A unter Generaloberst von Rundstedt unterstellt. Der Panzergruppe von Kleist unterstellt waren das
- XIX. Armeekorps (mot.) unter General der Panzertruppe Guderian
  - 1. Panzer-Division unter Gen. Kirchner
  - 2. Panzer-Division unter Gen. Veiel
  - 10. Panzer-Division unter Gen. Schaal
  - Infanterie-Regiment Großdeutschland
- XXXXI. Armeekorps (mot.) unter Generalleutnant Reinhardt
  - 6. Panzer-Division unter Gen. Kempf
  - 8. Panzer-Division unter Gen. Kuntzen
  - 20. Infanterie-Division (mot.) unter Gen. von Wiktorin
- der Panzergruppe unmittelbar unterstellte Verbände

Aus der Panzergruppe Kleist ging die Panzergruppe 1 hervor, die am 16. November 1940 unter dem nunmehrigen Generaloberst Ewald von Kleist aus dem Generalkommando XXII. Armeekorps (mot.) aufgestellt wurde und bis Anfang 1941 im besetzten Frankreich stationiert war.

### 1941

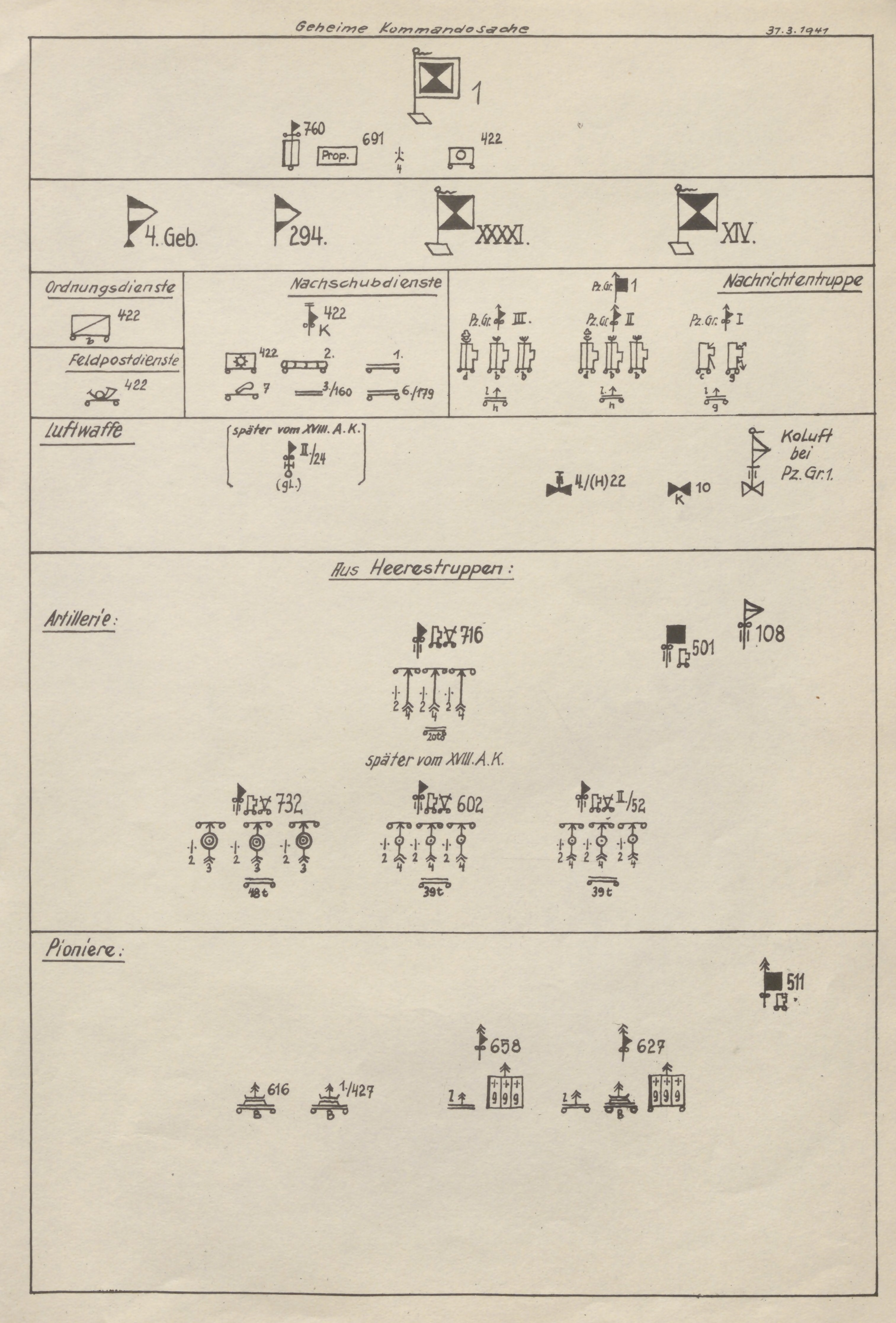
Gliederung der 1. Panzerarmee am 31. März 1941, taktische Zeichen

Im April 1941 nahm die Panzergruppe 1 als Teil der 12. Armee unter Generalfeldmarschall Wilhelm List am Balkanfeldzug im Raum Nord-Jugoslawien teil. Der Feldzug begann am 6. April 1941; die Panzergruppe Kleist vernichtete in kürzester Zeit die jugoslawische 5. und 6. Armee und besetzte dann am 12. April 1941 Belgrad.
Ab Mai 1941 war die Panzergruppe im Unternehmen Barbarossa, dem Beginn des Krieges gegen die Sowjetunion, Generalfeldmarschall Gerd von Rundstedts Heeresgruppe Süd unterstellt. Die Panzergruppe 1 kämpfte nach dem Durchbruch an der ostgalizischen Grenze bis Ende Juni in der Panzerschlacht von Luzk-Dubno gegen die Rote Armee.
- III. Armeekorps (mot.) mit 13. Panzer-Division, 25. Infanterie-Division (mot.), 14. Panzer-Division
- XXXXVIII. Armeekorps (mot.) mit 16. Panzer-Division, 16. Infanterie-Division (mot.), 11. Panzer-Division
- XIV. Armeekorps (mot.) mit SS-Division „Wiking“, 9. Panzer-Division, SS-Division „Leibstandarte“

Nach Operationen in der Kesselschlacht bei Uman (Anfang August), die zusammen mit der 17. Armee durchgeführt wurde, erfolgte das Aufschließen zum Dnjepr-Bogen. Das III. Armeekorps (mot.) erreichte am 15. August Krementschug mit der 13. Panzer-Division. Am großen Dnjeprbogen stürmten Truppen des XIV. Armeekorps (mot.) Dnjepropetrowsk und Teile der 14. Panzer-Division und der 60. Infanterie-Division (mot.) besetzten die Stadt Saporischschja. Am 17. und 18. August errichteten deutsche Truppen einen Brückenkopf am östlichen (= rechten) Ufer des Flusses und hielten ihn in wochenlangen Kämpfen. In der Zwischenzeit stießen die 16. Panzer-Division und die SS-Leibstandarte südwärts zum Hafen von Nikolajew vor. Ende August hatten die Panzer von Kleist das gesamte Westufer des Dnjepr gesichert und gruppierten sich auf Anweisung des OKW wieder nordwärts. Im September beteiligte sich die Panzergruppe 1 aus dem Brückenkopf von Krementschug antretend an der Schlacht um Kiew, wo fünf sowjetische Armeen eingekesselt wurden. Kiew wurde am 19. September 1941 besetzt.
Im Oktober 1941 wurde die Panzergruppe während neuer Operationen in der Schlacht am Asowschen Meer in 1. Panzerarmee umbenannt. Unter Generaloberst von Kleist begann die 1. Panzerarmee Mitte November ihren Vorstoß gegen Rostow, deren Besitz das Tor zum Kaukasus öffnen sollte. Mit der 13. und 14. Panzerdivision sowie der SS-Brigade „Leibstandarte“ griff von Kleist die Stadt an und konnte sie am  20. November einnehmen, doch gelang der sowjetischen Südfront acht Tage später die Rückeroberung der Stadt Rostow. Die 1. Panzerarmee musste Anfang Dezember auf die Abwehrstellung am Mius zurückgehen.

### 1942
Am 29. Januar 1942 wurde die Armeegruppe Kleist, die aus der 1. Panzerarmee und der 17. Armee bestand, unter ihrem Namensgeber, von Kleist, als Oberbefehlshaber aufgestellt. Die Armeegruppe Kleist spielte eine Hauptrolle beim Zurückschlagen des sowjetischen Angriffs in der Zweiten Schlacht von Charkow im Mai 1942. Im folgenden Monat, am 8. Juni, wurde die Armeegruppe aufgelöst. Die immer noch von Kleist geführte 1. Panzerarmee wurde im Juli der Heeresgruppe A unter Generalfeldmarschall Wilhelm List unterstellt. Die Heeresgruppe A hatte den Auftrag, den Schlag gegen den Kaukasus während des Unternehmens Blau zu führen und Grosny und die Ölfelder von Baku einzunehmen. Die 1. Panzerarmee war die Speerspitze dieses Angriffs. Der Angriff war zu Beginn erfolgreich; Rostow, Maikop, Krasnodar und das gesamte Einzugsgebiet des Flusses Kuban wurden besetzt.
Jedoch wurde im September 1942 die Offensive der Heeresgruppe A im Kaukasus gestoppt, was zur Ablösung Lists führte. Danach übernahm Hitler selbst die persönliche Kontrolle über die Heeresgruppe A. Er ernannte von Kleist am 21. November 1942 zu ihrem Oberkommandierenden. Den Befehl über die 1. Panzerarmee übernahm General der Kavallerie Eberhard von Mackensen. Im Dezember 1942, als die 6. Armee im Kessel von Stalingrad eingeschlossen war, startete die Rote Armee eine erfolgreiche Offensive gegen die Heeresgruppe A. Es folgte ein eiliger Rückzug aus dem Kaukasus. Die 1. Panzerarmee wurde im Januar 1943 durch Rostow abgezogen und entging so der Einschließung im Kuban-Brückenkopf.

### 1943
Im Januar 1943 wurde von Mackensens 1. Panzerarmee der Heeresgruppe Don unter Generalfeldmarschall Erich von Manstein unterstellt. Im darauf folgenden Monat verband von Manstein die 1. Panzerarmee mit der 4. Panzerarmee, um sowjetische Einbruchsversuche an seiner Nordflanke zurückzuweisen.
Durch die am 25. Februar eingeleitete Gegenoffensive der 4. Panzerarmee zwischen Pawlograd und Krasnograd und der am Donez durch die 1. Panzerarmee im Raum Slawjansk gegen die Flanken der in Richtung Dnepropetrowsk durchgebrochenen Panzergruppe Popow konnte eine breite Frontlücke geschlossen werden. Die 1. Panzerarmee trug zum Erfolg der Dritten Schlacht von Charkow im März 1943 bei.
Gliederung am 4. Oktober 1943
- XVII. Armeekorps mit 123., 125., 304., 333. und Reste 294. Infanterie-Division
- XXXX. Panzerkorps mit Reste 9. Panzer-Division und 16. Panzer-Grenadier-Division
- XXX. Armeekorps mit 15., 46., 257. und 387. Infanterie-Division
- LII. Armeekorps mit 62., 355. Infanterie- und Kampfgruppe 328. und 293. Division
- LVII. Panzerkorps mit 306. Infanterie-, 23. Panzer-Division, Panzer-Grenadier-Division „Gr.D.“, SS-Kav.-Division

Im Oktober 1943 überschritten sowjetische Kräfte den Dnepr zwischen Dnepropetrowsk und Krementschug. Die 1. Panzerarmee startete gemeinsam mit der 8. Armee einen Gegenangriff, schaffte es aber nicht, die sowjetischen Truppen zurückzuwerfen. Am Ende des Monats, als sich die Rote Armee Kiew näherte, wurde von Mackensen von General der Panzertruppe Hans-Valentin Hube abgelöst.

### 1944
Im März 1944 brachen zwei sowjetische Panzerarmeen in der Ukraine durch und drohten die 1. Panzerarmee und die 8. Armee abzuschneiden, worauf die 1. Panzerarmee im Kessel von Kamenez-Podolski annähernd eingekesselt wurde.
Am 26. März nahm die sowjetische 4. Panzerarmee Kamenez-Podolski ein, nordöstlich dieser Stadt wurde die 1. Panzerarmee mit etwa 220.000 Soldaten fast vollständig umschlossen.
- Gruppe Mauss mit 7. Panzerdivision, Teile 1. SS. Pz.-Div. „Adolf Hitler“ und 68. Infanterie-Division
- Korpsgruppe Chevallerie mit LIX. Armeekorps (Schulz, ab 22. März Röhricht) – 11. und 19. Panzerdivision, 96. und 291. Infanterie-Division und XXIV. Panzerkorps (Nehring) mit 20. Panzergrenadier- 16. und 17. Panzerdivision, 101. Jäger- sowie 208., 168. und 371. Infanterie-Division
- Gruppe Breith mit III. Panzerkorps – 1. und 6. Panzerdivision und  XXXXVI. Panzerkorps (ab 22. März Schulz) mit 1., 82. und 254. Infanterie-Division
- Gruppe Gollnick (südlich des Dnjestr) mit 75. Infanterie-Division und 18. Artilleriedivision

Den einzigen Rettungsweg bildete eine Lücke der Front im Süden über den Dnjestr. Der Oberbefehlshaber der Heeresgruppe, Manstein, bereitete den Ausbruch allerdings entgegen den feindlichen Erwartungen und unter Täuschung des Gegners nach Westen mitten durch die nach Süden angreifenden sowjetischen Verbände vor. Erst nach zähen Verhandlungen mit Manstein gab Hitler dafür nachträglich seine Zustimmung. Ein erfolgreicher Ausbruch wurde durchgeführt, bei dem zwar die meisten der etwa 220.000 Soldaten entkamen, aber die schwere Ausrüstung verloren ging. Die Verluste betrugen „nur“ 5878 Tote und Vermisste. Die Operation wurde als „Wandernder Kessel von Kamjanez-Podilskyj“ ein bekanntes Beispiel für eine strategische Bewegungsoperation. Ein früher Zusammenbruch der Ostfront konnte noch vermieden werden. Manstein verlor in der Folge am 30. März 1944 noch während des laufenden Ausbruchs den Oberbefehl über die Heeresgruppe. Im Juli 1944 zog sich die 1. Panzerarmee während der Lwiw-Sandomierz-Operation aus Galizien auf die Karpaten zurück. Im August 1944 erreichten die Truppen der 1. Ukrainischen Front die nordöstlichen Grenze der Slowakei. Die geschlagene 1. Panzerarmee zog sich hinter den San etwa auf die Linie Rzeszów-Sanok-Turka-Stryj zurück und hielt während der Ostkarpatischen Operation sowjetischen Offensiven am Dukla-Pass und im Raum Uschgorod stand. Als Teil der „Armeegruppe Heinrici“ bezogen die deutschen Truppen zusammen mit der ungarischen 1. Armee gegenüber der 4. Ukrainischen Front neue Stellungen zwischen der Hohen Tatra und Kaschau. Die 1. Panzerarmee war ab September 1944 als rechter Flügel der Heeresgruppe A unterstellt.

### 1945
Zu Beginn des letzten Kriegsjahres 1945 bildete die 1. Panzerarmee zusammen mit der 1. ungarischen Armee die Armeegruppe Heinrici. Die Front erstreckte sich nach dem Vordrängen der 1. Ukrainischen Front in Niederschlesien  etwa von der oberen Oder im Raum Ratibor – Mährisch-Ostrau über das Javorník-Gebirge bis etwa Brünn und war jetzt Teil der Heeresgruppe Mitte (GFM Schörner). Ende April 1945 führte die Armee unter General Nehring noch 6 Korpsgruppen mit fast 30 Divisionen, darunter die Reste von 6 Panzerdivisionen. 
- XXIV. Panzerkorps (General der Artillerie Hartmann)
- XXIX. Armeekorps (General der Infanterie Kurt Röpke)
- LXXII. Armeekorps (Generalleutnant Schmidt-Hammer)
- XXXXIX. Gebirgskorps (General der Gebirgstruppe von Le Suire)
- LIX. Armeekorps (General Ernst Sieler)
- XI. Armeekorps (General der Infanterie Wiese)

Im Zuge der Prager Operation der Roten Armee wurde die 2. Panzerarmee im  Raum Olmütz umfasst und in Richtung auf Pardubitz abgedrängt, wo auch die eingekesselten Reste der 1. Panzerarmee in sowjetische Gefangenschaft gerieten. Der Stab der Ersten Panzerarmee ergab sich zusammen mit anderen der Heeresgruppe Mitte unterstellten Kommandos am 9. Mai 1945 in der Gegend von Havlíčkův Brod (Ostböhmen) den sowjetischen Streitkräften, während die Reste der Panzereinheiten von Olmütz bis in die Region Vysočina verstreut und gefangen genommen wurden. Walter Nehring ließ seinen Stab im Stich und floh nach Süden, um sich den amerikanischen Streitkräften zu ergeben. Das Armeeoberkommando  wurde mit der Kapitulation am 8. Mai 1945 aufgelöst.

## Oberbefehlshaber
(Dienstgrade zum Zeitpunkt ihrer Funktion als Oberbefehlshaber der 1. Panzerarmee)
- Generaloberst Ewald von Kleist – 5. Oktober 1941 bis 21. November 1942
- Generaloberst Eberhard von Mackensen – 21. November 1942 bis 29. Oktober 1943
- Generaloberst Hans-Valentin Hube – 29. Oktober 1943 bis 21. April 1944
- General der Infanterie Kurt von der Chevallerie – 21. April bis 18. Mai 1944
- Generaloberst Erhard Raus – 18. Mai bis 15. August 1944
- Generaloberst Gotthard Heinrici – 15. August 1944 bis 19. März 1945
- General der Panzertruppe Walther Nehring – 20. März bis 8. Mai 1945